# Zissenhausen
Zissenhausen ist eine kleine Ortschaft in der zum Landkreis Friesland gehörigen Gemeinde Wangerland. Sie liegt auf einer Warft zwischen den wangerländischen Dörfern Tettens, Wiefels, Westrum sowie dem Wittmunder Ortsteil Eggelingen und gehört mit 22 anderen Ortschaften und Wohnplätzen zum Wangerländer Ortsteil Tettens. Am westlichen Ortsrand fließt das etwa 12 km lange Tettenser Tief.

## Name
Der Schreibweise des Ortschaftsnamens unterlag im Laufe der Jahrhunderte mehreren Änderungen. Um 1300 schrieb er sich Scissenhusen. Im Oldenburgischen Urkundenbuch findet er sich um 1523 als Syssenkhuse. Die heutige Schreibweise Zissenhausen ist für 1800 zum ersten Mal bezeugt. Der erste Teil des Ortschaftsnamens leitet sich vom Rufnamen Sysse her. Das angehängte -en ist vermutlich die alte Genitivendung. Zissenhausen bedeutet dann also: Behausung des Sysse. Die Endung -en(c)k in der Schreibweise von 1523 deutet darauf hin, dass die ursprüngliche Genitivendung -en in das altfriesische Kollektivsuffix -ingi umgewandelt wurde (die Syssings bzw. die Behausung der Syssing-Sippe), wurde dann aber wieder zu -en.

## Geschichte
Eine archäologische Grabung aus dem Jahr 1933 ergab, dass sich unweit von Zissenhausen eine Flachsiedlung aus dem ersten Jahrhundert vor Christus befand. Sie wurde nach ihrer Aufgabe durch das Meer mit Schlick überdeckt. Der Besiedlungsbeginn in Zissenhausen erfolgte wahrscheinlich zwischen der späten Latène- und der Völkerwanderungszeit, also zwischen 0 und 377 nach Christus. Man fand unter anderem Urnenscherben, Knochenreste, Düngerhaufen sowie eine 2,20 Meter tiefe Zisterne. Auch verwiesen Pfosten- und Flechtwandeindrücke auf kleinere Siedlungsgebäude. Die gefundenen Knochen lassen Schaf-, Rinder- und Pferdehaltung vermuten. Damit gehört Zissenhausen neben dem etwas südlicher gelegenen Förriesdorf zu den frühen „Landnahme“-Projekten dieser Region, die sowohl in der Marsch als auch auf der küstennahen Geest verwirklicht wurden.
Ein altes Kirchbuch aus Hohenkirchen berichtet, dass ein gewisser Liuderick aus Zissenhausen gemeinsam mit einem anderen, ansonsten unbekannten Tado aus Pievens als Streitschlichter fungierte. Es ging dabei um eine um 1300 erfolgte Auseinandersetzung über die Höhe einer Mitgift. Kontrahenten waren Schwiegervater und Schwiegersohn.
In einem im Jahr 1523 abgefassten Testament nannte der Pfarrer Alverich von Tettens neben seinen Erben auch seine Schuldner, denen er in der Vergangenheit Geld geliehen hatte. Zu ihnen gehörte auch ein „Eggerike to Syssenckhuse“. Um 1535 taucht ein weiterer Einwohner Zissenhausens im Urkundenbuch von Jever und Kniphausen auf. Es handelt sich dabei um „Remmer Iben tho Syssinghusen“, dem Zeugen eines Landkaufs.
Die Geschichte des Tettenser Tiefs, das Zissenhausen mit Altgarmssiel im Norden und Jever im Süden verbindet, reicht bis ins 15. Jahrhundert zurück. Im Jahr 1562 ließ Fräulein Maria das Tettenser mit dem Hookstief zusammenschließen. Es entstand eine „schiffreiche“ Wasserstraße, auf der bis ins 19. Jahrhundert regelmäßig Fracht- und Fahrgastbote verkehrten. Der Zissenhausener Landwirt Ahrends nutzte noch bis 1909 das Tettenser Tief für die Beförderung seiner Milchprodukte.
Mitte des 19. Jahrhunderts wurde ein steinerner Fußweg angelegt, der Zissenhausen mit der nördlich gelegenen Ortschaft Pievens und dem im Süden befindlichen Wohnplatz Utlande verband, um zwischen den im Inneren des Wangerlandes gelegenen Ortschaften und dem Markt in Jever eine bequemere Verbindung zu schaffen. An diesem Weg lagen vier Gastwirtschaften, sogenannte „Erbkrüge“; eine Wirtschaft befand sich auch in Zissenhausen.
Unter der Überschrift „Zissenhausener Besonderheiten“ berichtete das Jeversche Wochenblatt im März 1937 von einer öffentlichen Bibliothek, die der Bauer Johann Ahrends auf seinem Landgut in Zissenhausen eingerichtet hatte. Sie umfasste vier Abteilungen: „Weltgeschichtliches“, „Heimatgeschichtliches“, „Bücher allgemeinen Inhalts“ sowie eine „umfangreiche Sammlung religiöser Literatur“. Über den späteren Verbleib der ab 1912 errichteten Bücherei ist nichts bekannt.
Im Januar 1942 wurde über Zissenhausen eine 500-kg-Fliegerbombe abgeworfen. Sie vernichtete Scheune und Stallung eines Bauernhofs. Auch ein polnischer Zwangsarbeiter kam dabei ums Leben.

## Einwohnerentwicklung
Im Jahr 1816 hatte Zissenhausen sechs Feuerstellen und 43 Einwohner. 1855 sank die Einwohnerzahl auf 20 Personen, die in drei Wohnhäusern lebten. Rund 15 Jahre später wurde Zissenhausen gemeinsam mit Förriesdorf im Ortschaftsverzeichnis als „eigene Bauerschaft“ erwähnt. Zu diesem Zeitpunkt lag die Anzahl der Wohnhäuser bei drei und die der Einwohner bei 25. Eine Zählung von 1925 listet 18 Personen. 1961 lebten in Zissenhausen und Förriesdorf 63 und 1970 60 Personen.

## Persönlichkeiten
- Johann Heinrich Ludwig Pielstick (1832–1898), Kaufmann und Ältester der Baptistengemeinde Hamburg, wurde in Zissenhausen geboren.
- Johann Ahrends (1861–1947), Landwirt, origineller theologischer Autodidakt und Verfasser zahlreicher Veröffentlichungen zu religiösen sowie regionalgeschichtlichen Themen, lebte die längste Zeit seines Lebens auf seinem Landgut in Zissenhausen.[16]